# Galactia gracillima
Galactia gracillima är en ärtväxtart som beskrevs av George Bentham. Galactia gracillima ingår i släktet Galactia och familjen ärtväxter. Inga underarter finns listade i Catalogue of Life.